# Kendra Sunderland

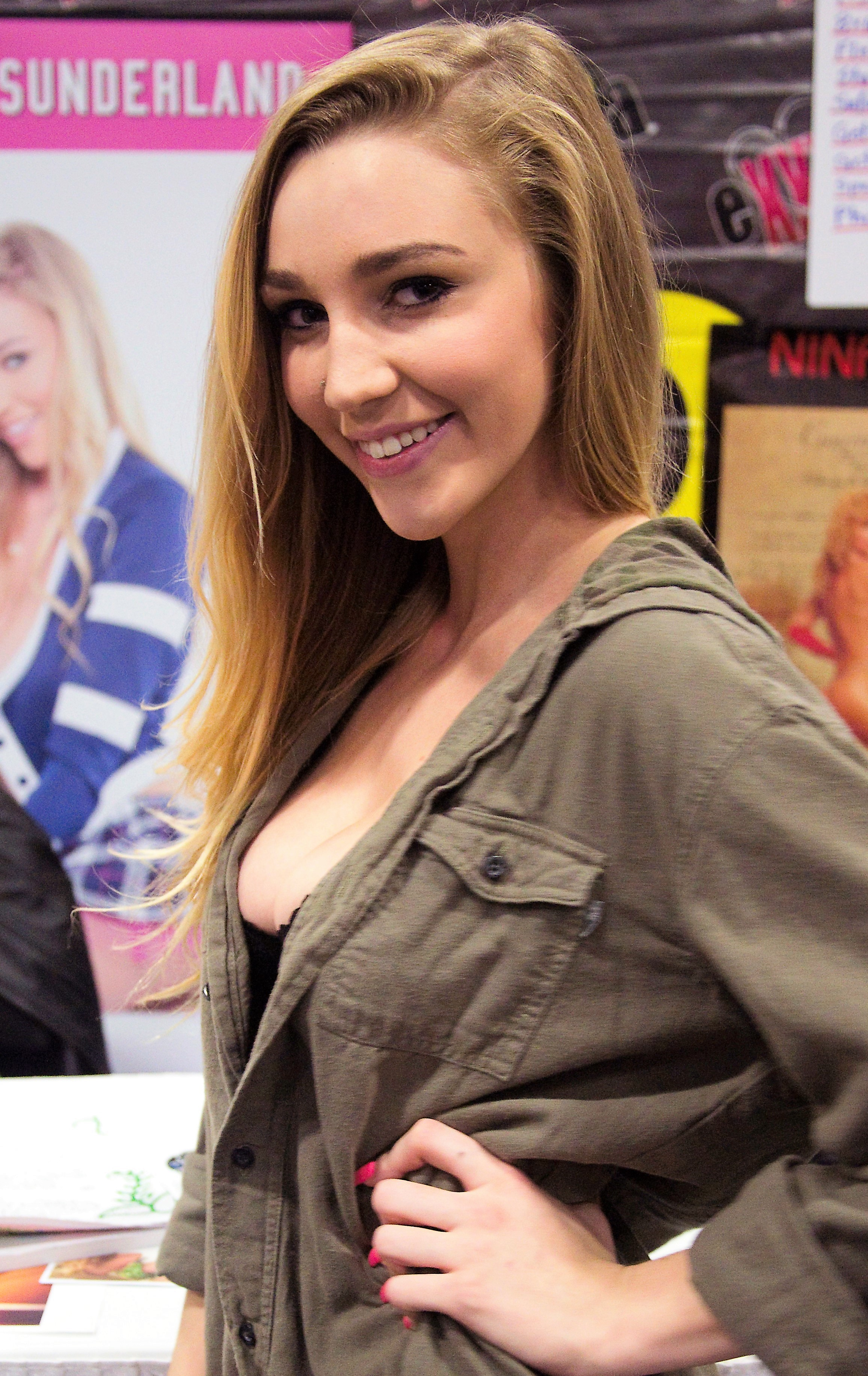
Kendra Sunderland (2015)

Kendra Sunderland (* 16. Juni 1995 in Salem, Oregon) ist eine US-amerikanische Pornodarstellerin.

## Leben
Sunderland wurde 2014 als „Library Girl“ bekannt, nachdem sie im Alter von 19 Jahren wegen einer 30-minütigen Masturbationsszene vor der Webcam in der 6. Etage der OSU-Bibliothek in Oregon verhaftet worden war. Bis heute wurde der Clip mehr als 2 Millionen Mal auf der Website pornhub.com angeschaut. Auch die Polizei wurde auf den Vorfall aufmerksam und stattete ihr einen Besuch ab. Sunderland drohte Medienberichten zufolge eine Geldstrafe von 6250 Dollar oder ein Jahr Gefängnis. Letztendlich musste sie jedoch nur 1000 US-Dollar Strafe zahlen, wovon 800 Dollar an ihre ehemalige Universität gingen.
Sunderland wurde im Mai 2015 Penthouse Pet of the Month.
Sie begann im Alter von 20 Jahren in Erwachsenenfilmen zu spielen und drehte ihre erste Szene für FTV Girls in Kendra College Freshman. Sie wurde mit dem AVN Award 2017 für die beste Boy/Girl-Szene ausgezeichnet.
Sunderland ist bekannt für ihre Szenen in den Filmreihen des Regisseurs Greg Lansky, wie bspw. Natural Beauties, Young & Beautiful und Interracial Icon.
Bei den Pornhub Awards 2018 wurde sie auch von Kanye West im Zusammenhang mit der Preisverleihung geehrt, dessen Modelinie Yeezy ein limitiertes Longsleeve T-Shirt von Sunderland designte und produzierte, welches für 75 US-Dollar erworben werden kann.
Sunderland gab im Januar 2018 bekannt, dass sie sich von Auftritten in Hardcore-Pornofilmen zurückgezogen habe und wieder zur Schule gehe. Sie plante Mainstreamfilme zu drehen. Im März 2020 gab Sunderland bekannt, dass sie einen Exklusivvertrag mit dem Studio Brazzers geschlossen hat.

## Auszeichnungen
- 2015: NightMoves Award in der Kategorie Miss Congeniality[7]
- 2017: AVN Award – Best Boy/Girl Scene (mit Mick Blue)[8]
- 2018: AVN Award in der Kategorie Best Three-Way Sex Scene – Boy/Boy/Girl, zusammen mit Jason Brown und Ricky Johnson  für Kendra’s Obsession[9]
- 2018: Pornhub Awards – Nicest Tits[4]

## Filmografie (Auswahl)
- 2016–2018: Natural Beauties 1, 10
- 2016–2019: Young & Beautiful 2, 5, 8
- 2015–2019: Interracial Icon 5, 6, 9, 13
- 2017: Kendra’s Obsession
- 2017–2019: Racks 2, 3
- 2018: Black & White 14
- 2018–2020: Blacked Raw 13, 27
- 2018: Club VXN 1, 3
- 2019: Threesome Fantasies 4, 7